# Kypello Kyprou 2014-2015
La Kypello Kyprou 2014-2015 è stata la 73ª edizione della coppa nazionale cipriota.
La competizione è stata vinta dall'APOEL per la 21ª volta nella sua storia.

## Sedicesimi di finale
| Squadra 1              | Risultato       | Squadra 2           |
| ---------------------- | --------------- | ------------------- |
| 29 ottobre 2014        |                 |                     |
| N&S Erīmīs             | 3 – 3 (3-4 dts) | Anagennīsī Deryneia |
| AEP Paphos             | 0 – 3           | Othellos Athīainou  |
| AEZ Zakakiou           | 2 – 3           | Doxa Katōkopias     |
| Elpida Xylophagou      | 1 – 4           | Nea Salamis         |
| Agia Napa              | 3 – 1           | EN Parekklisias     |
| Digenis Voroklinis     | 0 – 0 (4-2 dcr) | Omonia Aradippou    |
| Karmiotissa            | 2 – 1           | EN Paralimni        |
| ENAD Polis Chrysochous | 2 – 4           | Anorthōsis          |
| APEP Pitsilia          | 0 – 1           | Olympiakos Nicosia  |
| 5 novembre 2014        |                 |                     |
| Ethnikos Achnas        | 3 – 0           | Arīs Limassol       |

## Ottavi di finale
| Squadra 1           | Totale | Squadra 2           | Andata | Ritorno |
| ------------------- | ------ | ------------------- | ------ | ------- |
| 8 / 29 gennaio 2014 |        |                     |        |         |
| Karmiotissa         | 3 - 1  | Anagennīsī Deryneia | 2 - 1  | 1 - 0   |
| Apollōn Limassol    | 2 - 3  | Othellos Athīainou  | 1 - 1  | 1 - 2   |
| Doxa Katōkopias     | 1 - 5  | Ermīs Aradippou     | 1 - 3  | 0 - 2   |
| AEK Larnaca         | 2 - 0  | Nea Salamis         | 1 - 0  | 1 - 0   |
| Olympiakos Nicosia  | 0 - 4  | APOEL               | 0 - 1  | 0 - 3   |
| AEL Limassol        | 3 - 2  | Ethnikos Achnas     | 1 - 0  | 2 - 2   |
| Omonia              | 9 - 0  | Agia Napa           | 4 - 0  | 5 - 0   |
| Digenis Voroklinis  | 1 - 4  | Anorthōsis          | 1 - 2  | 0 - 2   |

## Quarti di finale
| Squadra 1          | Totale | Squadra 2       | Andata | Ritorno |
| ------------------ | ------ | --------------- | ------ | ------- |
| Othellos Athīainou | 1 – 5  | AEK Larnaca     | 1 – 1  | 0 – 4   |
| AEL Limassol       | 2 – 1  | Ermīs Aradippou | 1 – 0  | 1 – 1   |
| Omonia             | 7 – 0  | Karmiotissa     | 2 – 0  | 5 – 0   |
| Anorthōsis         | 0 – 2  | APOEL           | 0 – 0  | 0 – 2   |

## Semifinali
| Squadra 1                      | Totale      | Squadra 2    | Andata | Ritorno |
| ------------------------------ | ----------- | ------------ | ------ | ------- |
| 8 aprile 2015 / 22 aprile 2015 |             |              |        |         |
| APOEL                          | 3 - 0       | Omonia       | 3 - 0  | 0 - 0   |
| AEK Larnaca                    | 3 - 3 (gfc) | AEL Limassol | 2 - 2  | 1 - 1   |

## Finale
| Arbitro: | Královec |

|                                             |           |                     |
| De Vincenti 31’ Efraim 45+1’, 56’ Riise 60’ | Marcatori | 11’ Sema 90’ Sielis |